# جيمي براون (لاعب كرة قدم بريطاني)
جيمي براون (بالإنجليزية: Jimmy Brown)‏ هو لاعب كرة قدم بريطاني (وحمل سابقاً جنسية المملكة المتحدة لبريطانيا العظمى وأيرلندا) في مركز حراسة المرمى، ولد في 1 يوليو 1925 في المملكة المتحدة، وتوفي في 7 نوفمبر 2008. لعب مع نادي سانت ميرين ونادي فالكيرك ونادي كيلمارنوك وهارت أوف ميدلوثيان ونادي سترنرير ‏.